# 巴氏黛眼蝶
巴氏黛眼蝶（Lethe butleri）也稱圓翅黛眼蝶、臺灣黑蔭蝶、臺灣擬黑蔭蝶、臺灣黛蝶、布竹眼蝶、勃氏竹眼蝶，是黛眼蝶屬中的一種蝴蝶。本種以英國動物學家阿瑟·加德纳·巴特勒為名。

## 描述
本種為中型眼蝶，體色以褐色為主，具輕微或無雌雄二型性。雄蝶頭部與胸足呈褐色，口器褐色，下唇鬚白色，帶黑褐條紋。觸角黑褐，具乳白紋，末端裸露。複眼被毛，後緣呈白色。腹背褐色，腹面灰白。
前翅長27-32 mm，呈直角三角形，前緣弧形、外後緣近直，具紡錘形R脈膨大。後翅扇形，外緣圓弧。翅背面底色褐或黑褐，邊緣帶灰白細紋；雄蝶前翅M1與CuA1室、後翅M3與CuA1室各具一枚眼紋。翅腹面淡褐或灰褐，前翅有四眼紋呈外凸弧形排列，後翅六眼紋內凹排列並具灰白環。中央有褐色帶紋，後翅兩道中央線，內線直、外線彎，前翅僅見一條外偏之褐線。中室亦具短線紋。緣毛為乳白與褐色交錯。
雌蝶外型與雄蝶相似，但翅幅較寬，前翅背面近翅頂處可見模糊淺色帶紋；前足正常具刺，僅疏被毛，跗節分節明顯。

## 分布
本種分布於中國華東、華中地區與台灣。台灣地區於本島中低海拔地區可見
。

## 生態習性
本種幼蟲以莎草科紅果薹為食，一年多世代，成蝶飛行迅捷靈敏，主要於夏、秋活動。

## 資料來源
1. 1 2  徐堉峰，梁家源，黃智偉，沈宗諭. . 農業部林業及自然保育署. 2021/12. ISBN 9786267100523.
2. ↑  徐堉峰. . 台中市: 晨星出版社. 2013. ISBN 978-986-177-668-2.

## 外部連結
- 维基共享资源上的相關多媒體資源：巴氏黛眼蝶
- 維基物種上的相關：巴氏黛眼蝶